# Bayers

Bayers este o comună în departamentul Charente, Franța. În 1 ianuarie 2017 avea o populație de 117 de locuitori.